# ホルチン右翼中旗
ホルチン右翼中旗（ホルチンうよくちゅうき、モンゴル語: Хорчин баруун гарын дундад хошуу、ᠬᠣᠷᠴᠢᠨ
ᠪᠠᠷᠠᠭᠤᠨ
ᠭᠠᠷᠤᠨ
ᠳᠤᠮᠳᠠᠳᠤ
ᠬᠣᠰᠢᠭᠤ、ラテン文字転写：Qorčin baraɣun ɣarun dumdadu qosiɣu、中国語：科爾沁右翼中旗）は、中華人民共和国内モンゴル自治区ヒンガン盟に位置する旗。地方政府はバヤンホショー・バルガス（巴彦呼舒鎮）にある。
モンゴル族の人口が総人口中84％を占め、全国及び、全モンゴル族人口比率が最も高い少数民族旗である。

## 産業
牧畜業の発展が著しく、遊牧に従事するモンゴル人が全体の8割を超えるが、近年は鉱業の発展により結構な土地が失われている。

## 行政区画
6バルガス（鎮）、6ソム（蘇木）を管轄
- バルガス（鎮）
  - バヤンホショー・バルガス（巴彦呼舒鎮）
  - バローン・ジルム・バルガス（巴仁哲里木鎮）
  - トゥレ・モド・バルガス（吐列毛杜鎮）
  - トロルジ・バルガス（杜爾基鎮）
  - ゴルン・バイシン・バルガス（高力板鎮）
  - ホイェルソム・バルガス（好腰蘇木鎮）
- ソム（蘇木）
  - ダイチンタル・ソム（代欽塔拉蘇木）
  - シンジャム・ソム（新佳木蘇木）
  - ハルノール・ソム（哈日諾爾蘇木）
  - エムディン・ゴル・ソム（額木庭高勒蘇木）
  - バヤンマンハ・ソム（巴彦茫哈蘇木）
  - バヤンノール・ソム（巴彦淖爾蘇木）
- 旗直轄区として下記の地区がある
  - ブドゥーンフア（布敦化）牧場
  - トゥレ・モド（吐列毛杜）農場
  - 孟恩套力蓋鉱区工作部
  - ブドゥーンフア（布敦化）鉱山区工作部

## 交通

### 鉄道
- 錫烏線
- 通霍線

### 道路
- 高速道路
  -  集阿高速道路（中国語版）
- 国道
  -  G111国道（中国語版）
  -  G207国道（中国語版）
  -  G334国道（中国語版）